# L'os (pel·lícula)
L'Os (títol original: L'Ours) és una pel·lícula francesa dirigida per Jean-Jacques Annaud, estrenada l'any 1988. És una adaptació de la novel·la de l'escriptor americà James Oliver Curwood The Grizzly King, publicada l'any 1916 i sovint reeditada. Ha estat doblada al català.

## Argument
Un cadell d'os orfe, inconscient i maldestre, que ha perdut la seva mare, és adoptat per un os solitari. Farà amb ell l'aprenentatge de la vida i del mal, un mal que personifiquen dos caçadors llançats als seu darrere. Un d'aquests caçadors, Tom, prendrà a poc a poc consciència de la dignitat de la vida animal.

## Repartiment
- Bart, l'os adult
- Youk, el cadell
- Tchéky Karyo: Tom
- Jack Wallace: Bill
- André Lacombe: el caçador amb gossos

## Producció

### Gènesi i desenvolupament
El naixement del projecte remunta a 1981, quan Jean-Jacques Annaud desitja fer una pel·lícula popular i familial. El guionista Gérard Brach li suggereix doncs llegir la novel·la de la seva infantesa titulada Grizzly de James Oliver Curwood. Després de la sortida de la pel·lícula de Jean-Jacques Annaud La Guerra del foc, el productor Claude Berri entusiasmat per la seva última pel·lícula, li fa signar un contracte en blanc per la seva propera pel·lícula, revela Annaud en una entrevista. Per presentar el projecte al productor, Jean-Jacques Annaud envia la nota « Un cadell d'os orfe, un gran os solitari, dos caçadors en el bosc. El punt de vista dels animals ».
Aquestes senzilles línies de Jean-Jacques Annaud han estat suficients per convèncer Claude Berri a llançar-se en l'aventura la més increïble del cinema francès: un pressupost d'uns cent quaranta milions, cent nou dies de rodatge, un equip de cent vuitanta persones, més de nou milions d'espectadors.

### Rodatge
El rodatge comença el 18 de maig de 1987 i dura 109 dies, en condicions sovint complicades, sobretot degudes al temps. Encara que la història té lloc a la Colòmbia-Britànica al Canadà, el rodatge té totalment lloc a Itàlia a les Dolomites i a prop del llac de Misurina per la seqüència del cadell travessant el torrent, així com a Alemanya a Garmisch-Partenkirchen, i a Àustria en el Tirol, als voltants d'Innsbruck, i a Lienz.

#### Ensinistrament
Els animals de la pel·lícula, i més particularment els ossos, han estat ensinistrats durant quatre anys. Cosa que dona temps a Jean-Jacques Annaud de treballar en el seu altre projecte, el d'adaptar la novel·la d'Umberto Eco, El Nom de la rosa, pel·lícula que s'estrenarà el 1986.
La protagonista de la pel·lícula és el cadell d'os Youk, que el director i els ensinistradors han anomenat la dolça. En total, dotze cadells han servit de dobles. Els dotze cadells han estat educats i criats prop del parc de Jacana a Santa-Montaine a Sologne, i eren deu femelles i dos mascles.
Després del rodatge, els cadells han ingressat en divers parcs zoologiques. La dolça, la figura principal de la pel·lícula, ha tornat a Santa-Montaine en la propietat de Jean-Philippe Varin. Altres cadells viuen en el Parc zoològic de Sant-Martin-la-Plaine i el Parc zoològic de Beauval a França, en el zoo de Linz a Àustria així com en el Parc zoològic de Limbourg a Bèlgica,.

## Box-office
La pel·lícula atreu 9.136.266 espectadors a França i 7.998.500 als Estats Units (per més de 31 milions de recaptacions americanes), pròxima del rècord (xifres des de 1980) d'una pel·lícula francesa als Estats Units detentat per la Cage a les Boges i els seus 8,14 milions d'entrades.

## Premis i nominacions

### Premis
- César 1989: millor director per Jean-Jacques Annaud, millor muntatge per Noëlle Boisoon

### Nominacions
- César 1989: millor pel·lícula, millor fotografia per Philippe Rousselot, millor so, millor cartell
- Oscar 1990: millor muntatge per Noëlle Boisson
- BAFTA Awards 1990: millor fotografia per Philippe Rousselot